# Вакцинація проти COVID-19 у Румунії
Вакцинація проти COVID-19 у Румунії — це кампанія масової імунізації населення Румунії проти COVID-19 під час пандемії коронавірусної хвороби. Вакцинація проти COVID-19 населення країни розпочалася 27 грудня 2020 року. Повідомлено, що процес вакцинації буде розділено на три етапи. Спочатку буде вакциновано медичний персонал (перший етап), потім групу ризику (другий етап) і, нарешті, решту населення (третій етап). Вакцинація була оголошена безкоштовною та необов'язковою. Станом на березень 2022 року в Румунії було дозволено використовувати 5 типів вакцин (Pfizer/BioNTech, Moderna, Oxford/AstraZeneca, Janssen і Novavax).
Колишній прем'єр-міністр і самопризначений координатор кампанії вакцинації Флорін Кицу поставив за мету вакцинацію 10,4 мільйона осіб (або 70 % населення країни) до кінця вересня 2021 року. Однак до кінця вересня 2021 року Румунія мала другий найнижчий рівень вакцинації в Європейському Союзі у лише 33 % запланованого населення, безпосередньо перед Болгарією, і продала частину своїх запасів вакцини, термін придатності якої закінчувався, Данії, Ірландії та Південній Кореї. Низький рівень вакцинації виявив укорінену недовіру до державних інституцій, кампанії дезінформації, погану сільську інфраструктуру та слабке ознайомлення населення щодо вакцин.

## Передумови

### Відповідальні за проведення вакцинації проти COVID-19
Відповідальним за розробку національної стратегії вакцинації в Румунії є Національний координаційний комітет з питань вакцинації проти COVID-19 (рум. Comitetul Național de Coordonare a Activităților privind Vaccinarea împotriva COVID-19; скорочено CNCAV), який є міжміністерським органом управління. Він був створений 20 листопада 2020 року розпорядженням прем'єр-міністра країни, та перебував у прямому підпорядкуванні генерального секретаріату уряду та в координації прем'єр-міністра. Першим комітету був лікар центрального військового госпіталю в Бухаресті Валеріу Георгіце.
Румунія значною мірою покладалася на свої військові та розвідувальні служби, щоб швидко створити інфраструктуру, необхідну для розгортання вакцинації по всій країні. Розповсюдженням та транспортуванням вакцин займалися румунська армія та структури міністерства внутрішніх справ. Онлайн-платформа, яка використовується для реєстрації вакцин, також адмініструється Спеціальною телекомунікаційною службою, агентством із військовим статусом.

### Використані вакцини
Румунія замовила 120 мільйонів доз вакцини або 7,5 доз на кожну людину, яка може бути щеплена. Станом на 10 лютого 2022 року країна отримала 31,8 мільйона доз, з яких використала лише близько 16 мільйонів. Через відсутність інтересу до вакцинації Румунія продала або подарувала майже 5 мільйонів доз таким країнам, як Аргентина, Данія, Єгипет, Ірландія, Молдова, Сербія, Південна Корея та Україна.
| Вакцина            | Походження             | Замовлені дози | Доставлені дози | Використані дози | Схвалення       | Початок вакцинації |
| ------------------ | ---------------------- | -------------- | --------------- | ---------------- | --------------- | ------------------ |
| Pfizer/BioNTech    | США/Німеччина          | 20 мільйонів   | 19,842,059      | 12,776,224       | 21 грудня 2020  | 26 грудня 2020     |
| Moderna            | США                    | 3,4 million    | 4,247,900       | 1,007,017        | 6 січня 2021    | 12 січня 2021      |
| Oxford/AstraZeneca | Великобританія/Швеція  | —              | 4,478,000       | 852,356          | 29 січня 2021   | 7 лютого 2021      |
| Janssen            | Нідерланди/Ізраїль     | 8 мільйонів    | 3,785,100       | 1,826,313        | 11 березня 2021 | 4 травня 2021      |
| Novavax            | США                    |                |                 |                  | 20 грудня 2021  | В очікуванні       |
| CureVac            | Німеччина              |                |                 |                  | В очікуванні    | В очікуванні       |
| Valneva            | Франція                |                |                 |                  | В очікуванні    | В очікуванні       |
| Sanofi/GSK         | Франція/Великобританія |                |                 |                  | В очікуванні    | В очікуванні       |
| Всього             | Всього                 | 120 мільйонів  | 120 мільйонів   | 120 мільйонів    |                 |                    |

## Перебіг вакцинації
26 грудня 2020 року Інститут Іона Кантакузіно в Бухаресті отримав першу символічну партію вакцини Pfizer—BioNTech на 10 тисяч доз. Вантажівка з першими дозами вакцини в'їхала до Румунії через митницю Недлак напередодні в присутності голови Департаменту з надзвичайних ситуацій Румунії Раеда Арафата і голови національного координаційного комітету з питань вакцинації проти COVID-19 Валеріу Георгіце. Вакцинація почалася 27 грудня в 10 інфекційних лікарнях країни. Медсестра Національного інституту інфекційних захворювань Матея Бальша в Бухаресті Міхаела Ангел була першою вакцинованою особою в країні. Вона була серед персоналу, який надав допомогу першій інфікованій людині в країні 27 лютого того ж року.
29 грудня 2020 року президент Румунії Клаус Йоганніс під час зустрічі з президентом Молдови Маєю Санду в рамках проєкту співпраці щодо пандемії COVID-19 та інших тем співпраці між двома країнами оголосив, що в майбутньому Румунія має намір пожертвувати 200 тисяч доз вакцини проти COVID-19 Молдові. Сам Йоганніс був вакцинований 15 січня 2021 року. Відправка першої партії вакцини проти COVID-19 у кількості 20 тисяч доз з Румунії, призначеної для Молдови, була схвалена урядом Румунії 24 лютого 2021 року. 27 лютого Молдова отримала 21600 доз вакцини Oxford-AstraZeneca з Румунії, які почали вводити 2 березня. 5 березня Молдова передала 1810 доз із циєї партії владі невизнаного Придністров'я, яка пізніше подякувала румунській державі за допомогу. Наступні пожертвування з Румунії до Молдови відбулися 27 березня (50400 доз) і 7 травня (100800 доз).
Перша партія вакцини Moderna у кількості 14 тисяч доз надійшла до країни 12 січня 2021 року. Вакцину почали вводити 4 лютого.
Вакцина Oxford—AstraZeneca прибула до країни 7 лютого, перша 81 тисяча доз були розподілені по регіональних центрах зберігання протягом того ж дня. До 8 березня вакцинація Oxford—AstraZeneca була призначена лише для людей віком від 18 до 55 років на тій підставі, що в третій фазі клінічних досліджень цієї вакцини було залучено занадто мало добровольців старше 55 років; 8 березня регуляторне агентство скасувало вікове обмеження для введення цієї вакцини. 11 березня регуляторне агентство тимчасово помістила на карантин 4257 доз із партії ABV2856 вакцини Oxford—AstraZeneca як «надзвичайний запобіжний захід», за кілька годин після того, як в Італії заборонили використання цієї самої партії після смерті на Сицилії двох чоловіків, які були щеплені вакциною з цієї ж партії. Вакцинацію цією серіжю вакцини було відновлено 19 березня після того, як Європейське агентство з лікарських засобів оголосило вакцину Oxford—AstraZeneca безпечною для використання. У квітні Європейське агентство з лікарських засобів виявила можливий зв'язок між вакциною Oxford—AstraZeneca та дуже рідкісними випадками незвичайних тромбів із низьким рівнем тромбоцитів, хоча заявила, що її переваги значно перевищують ризики, і не оголосила про жодні обмеження. Станом на 4 квітня Європейське агентство з лікарських засобів отримала повідомлення про 222 випадки рідкісного тромбозу судин мозку або черевної порожнини, серед приблизно 34 мільйонів осіб у Європі, які отримали ін'єкцію Oxford—AstraZeneca; найчастіше траплялися у жінок віком до 60 років протягом 2 тижнів після вакцинації. Як запобіжний захід кілька європейських країн обмежили використання вакцини Oxford—AstraZeneca для старших вікових груп. За словами керівника Національного координаційного комітету з питань вакцинації Валеріу Георгіце, станом на 6 квітня в Румунії не було підтверджено випадків тромбозу, пов'язаного з вакцинацією; він, однак, згадав про 7 випадків непов'язаного тромбозу в осіб, вакцинованих проти COVID-19, 4 — Pfizer—BioNTech і 3 — Oxford—AstraZeneca. 8 квітня Національний координаційний комітет з питань вакцинації вирішив продовжити вакцинацію Oxford—AstraZeneca для всіх вікових груп.
9 березня 2021 року Валеріу Георгіце оголосив, що третій етап вакцинації спочатку розпочнеться в населених пунктах із рівнем захворюваності не менше 4,5 ‰. Жителі 9 населених пунктів — 7 центрів округів (Алба-Юлія, Бая-Маре, Брашов, Клуж-Напока, Джурджу, Тімішоара та Залеу), муніципалітету (Петрошані) і комуни (Санпетру) — могли призначати дату вакцинації на національній платформі вакцинації до фактичного початку третьої фази, яка мала розпочатися 15 березня. Влада запровадила черги на прийом, однак без можливості для людей обирати вид вакцини. З метою оптимізації розподілу доз вакцини було вирішено, що в кожному центрі вакцинації має проводитись щеплення лише одним видом вакцини.
11 березня одноразова вакцина Janssen проти COVID-19 стала четвертою вакциною, яка була умовно схвалена на рівні ЄС, та прибула до Румунії 14 квітня. 60 тисяч доз у першій партії залишилися на зберіганні, оскільки влада Румунії чекала вказівок від Європейського агентства з лікарських засобів щодо безпеки вакцини. У США Центри з контролю та профілактики захворювань та FDA рекомендували тимчасово припинити вакцинацію вакциною Johnson & Johnson у країні після виявлення 6 випадків рідкісного та важкого типу тромбозу в осіб, щеплених цією вакциною; до середини квітня в США було введено понад 6,8 мільйона доз вакцини Janssen. Європейське агентство з лікарських засобів нарешті дало зелене світло вакцині Janssen 20 квітня 2021 року, а перші дози почали доставляти в центри вакцинації в Румунії 4 травня.
У квітні сімейні лікарі приєдналися до груп вакцинації, перші щеплення за участі сімейних лікарів були зроблені в повіті Тіміш. На початку місяця рівень участі серед сімейних лікарів становив близько 50–55 %. 17 квітня Румунія зробила нову пожертву вакцинами Молдові: сусідній країні було передано 132 тисячі доз вакцини. Щоб збільшити доступ сільського населення до вакцинації, офіційні особи запустили 21 квітня перші мобільні центри вакцинації в 7 округах; на першому етапі в цих центрах вводилася переважно вакцина Moderna. 24 квітня біля проїзду на паркінгу «Deva Shopping City» відбулося урочисте відкриття першого мобільного центру вакцинації. З 23 по 26 квітня в регіональному діловому центрі Тімішоари відбувся триденний безперервний марафон вакцинації. У першій такій акції в країні понад 500 волонтерів вакцинували 6722 особи. Незабаром послідували інші марафони вакцинації в Бухаресті, Клуж-Напоці, Тиргу-Муреші та Яссах.
У перші вихідні травня в усіх центрах країни було запроваджено вакцинацію без попереднього запису, з пріоритетом для осіб старших 60 років. Раніше, оскільки вакцина Oxford—AstraZeneca накопичувалася по всій країні, лише особам, зацікавлені в отриманні цієї вакцини, була можливість з'явитися в центри вакцинації без попереднього запису. 2 червня в країні розпочалась імунізація дітей віком від 12 до 15 років вакциною Pfizer—BioNTech. Раніше, 28 травня, Європейське агентство з лікарських засобів видало рекомендацію щодо схвалення вакцини Pfizer—BioNTech для цієї вікової групи. Протягом першого тижня майже 9400 підлітків віком від 12 до 15 років отримали вакцинацію, більшість з них у Бухаресті.
24 січня 2022 року в країну надійшло близько 114 тисяч доз дитячої вакцини Pfizer—BioNTech для початку кампанії вакцинації дітей віком від 5 до 11 років, яка стартувала 26 січня 2022 року. Графік вакцинації дітей з педіатричною вакциною «Comirnaty» становить 10 мкг/дозу через 21 день (замість 30 мкг/дозу для стандартної вакцини «Comirnaty»); кожна доза вводиться внутрішньом'язово, як і в інших відповідних вікових групах.
10 лютого 2022 року Валеріу Георгіце оголосив, що термін придатності 917800 доз вакцини AstraZeneca закінчився, тому вони будуть знищені.

### Центри зберігання та розподілу вакцин
Інститут Йона Кантакузіно в Бухаресті та 6 військових госпіталів у країні були центрами, де зберігалася вакцина проти COVID-19, оскільки вони мають морозильні камери великої ємності, які можуть забезпечити зберігання в необхідних умовах (зокрема, холодові ланцюги при −80 °C).

### Пріоритетні групи для вакцинації
Вакцинація проти COVID-19 у Румунії проводилася в 3 етапи, у яких пріоритет надається медичному персоналу, особам старшим 65 років, особам з хронічними захворюваннями, особам з обмеженими можливостями, бездомним та працівникам життєво необхідних служб (законодавцям, військовослужбовцям, суддям, вчителям, працівникам торгівлі тощо).
| Фаза | Пріоритетні групи                     | Кількість включених (приблизно) |
| ---- | ------------------------------------- | ------------------------------- |
| I    | медичні та соціальні працівники       | 160 тисяч                       |
| II   | групи високого ризику                 | 5 мільйонів                     |
| II   | працівники життєво необхідних галузей | 1,5 мільйона                    |
| III  | населення в цілому                    |                                 |

На початку березня міністерство охорони здоров'я почало публікувати на урядовому порталі відкритих даних офіційні дані щодо вакцин, які вводять у кожному центрі країни. Дані з 27 грудня 2020 року по 5 березня 2021 року виявили випадки кумівства щодо вакцинації військовослужбовців та понад 7 тисяч вакцинацій з випередженням пріоритетних груп. Окрім цього, місцеві інформаційні агентства повідомляли про численні випадки стрибків у чергах, які спостерігалися по всій території країни, оскільки на запис на чергу дуже впливала корупція.

## Центри вакцинації
Перед офіційним початком кампанії вакцинації міністерство охорони здоров'я визначило 899 центрів вакцинації по всій країні: 302 у медичних закладах для імунізації медичного персоналу та 597 в інших приміщеннях для фаз II та III. 583 з них працювали станом на 30 січня 2021 року. Станом на 9 березня 2021 року, перед початком найбільшого етапу вакцинальної кампанії, в країні працювало 678 центрів вакцинації з 990 потоками; за словами Валеріу Георгіце, загальна кількість центрів вакцинації мала становити 1137. Центри вакцинації були досить густо розміщені на території Румунії.

## Повідомлення про побічні реакції
Станом на 4 лютого 2022 року побічні реакції зареєстровано у 19918 вакцинованих (0,121 % або 1,21 реакції на 1000 введених доз). Більшість із них були загальними реакціями (гарячка, головний біль, міалгія, астенія, кропив'янка тощо). Станом на 4 лютого 2022 року було зареєстровано лише 6 серйозних алергічних реакцій. Середній вік осіб, які повідомили про побічні реакції, становив 37 років; 63 % з них були жінки. За виробником найбільше побічних реакцій було зареєстровано в осіб, вакцинованих Oxford—AstraZeneca (0,72 % від загальної кількості введених доз), за якою йдуть Moderna (0,23 %), Pfizer—BioNTech (0,08 %) і Johnson & Johnson (0,06 %). r>
У період з 21 грудня 2020 року по 19 березня 2021 року координаційний комітет з питань вакцинації отримав 5 повідомлень про смерть осіб, які отримали вакцину проти COVID-19. Проте Національний інститут громадського здоров'я класифікував їх як «випадковість», виключаючи будь-який прямий зв'язок між вакцинацією та смертями. Крім того, з 1 січня по 14 березня 2021 року інститут громадського здоров'я зареєстрував 89 смертей (летальність 0,002 % серед осіб, які завершили схему вакцинації) серед COVID-19-позитивних осіб, які раніше були вакциновані; 12 із них отримали обидві дози.

## Ефективність
За даними Національного центру з нагляду та контролю за інфекційними захворюваннями, у період з 27 грудня 2020 року по 30 вересня 2021 року 28929 осіб (або 0,52 % усіх осіб, вакцинованих першою дозою) дали позитивний результат на SARS-CoV-2 після введення першої дози вакцини. Середній час від першої дози до дати підтвердження становив 14 днів. За той самий період 38604 особи (або 0,84 % усіх осіб, вакцинованих обома дозами) заразилися SARS-CoV-2 після другої дози; більшість випадків були безсимптомними або легкими. Середній час від другої дози до дати підтвердження становив 146 днів.
Попередній аналіз ефективності вакцинації проти COVID-19 у лютому–травні 2021 року показав, що повна доза вакцинації знижує ризик смерті від COVID-19 у 14 разів, ризик госпіталізації та госпіталізації у відділення інтенсивної терапії у 12 разів, і ризик інфікування SARS-CoV-2 у 10 разів.

## Опитування громадської думки та сумніви щодо вакцини
Подібно до сусідніх країн, значна частина населення Румунії не бажала робити щеплення. Дослідження серед європейців віком 50+, проведене наприкінці 2021 року, показало, що люди, які вагаються щодо вакцинації, це переважно дорослі віком 50–65 років, з нижчою освітою, які проживають у країнах Центральної та Східної Європи. Найчастіше названими причинами є страх побічних реакцій і недовіра до ефективності вакцини. У вересні 2020 року, до появи першої вакцини проти COVID-19, лише 29 % румунів у міських районах були налаштовані зробити щеплення, але до лютого 2021 року 51 % з них заявили, що мають намір запланувати щеплення. Намір вакцинуватися був вищим серед чоловіків, людей старше 45 років, людей з вищою освітою та людей з високим рівнем доходу в містах.
За короткий час, у перші тижні 2021 року, Румунія була серед найбільш вакцинованих країн ЄС. Але Румунія також була першою країною ЄС, яка відкрила кампанію вакцинації для населення старшого 18 років в цілому, і громадськість відразу ж бомбардували кількома відомими випадками молодих людей або людей середнього віку, які несподівано померли після вакцинації. Серед них найгучнішими були справи молодої дружини гандболіста бухарестського «Динамо» та справа молодого студента Богдана Беркі (обидва випадки зареєстровані у травні 2021 року). Такі швидкі нещасні події та багато інших зіграли важливу роль у створенні високої недовіри до вакцин серед широкої громадськості, незважаючи на те, що влада завжди заперечувала будь-який зв'язок між такими нещасними подіями та вакцинами. Крім того, прихід варіанту Омікрон та дуже помірні хвилі Омікрону протягом зими 2021—2022 років (набагато м'якші, ніж у країнах Західної Європи, де були дуже високі показники вакцинації) раз і назавжди заблокували будь-які наміри щодо вакцинації, а рівень вакцинації різко впав до березня 2022 року.
Наявність кореляції між релігійністю та ваганнями щодо вакцинації є дуже великою. 19 жовтня 2022 року в науковому журналі «Vaccines» з'явилася стаття, в якій аналізується взаємозв'язок частоти молитов і вагань вакцинації проти COVID-19 серед людей похилого віку в Європі. Хоча проаналізувати релігійність та духовність важко, проаналізувавши, як часто люди моляться, автори виявили, що «щоденна молитва», порівняно з молитвою «щотижня або рідше» або ніколи, була в основному зареєстрована серед тих, хто вагається щодо вакцинації, вони є частіше жінками, мають нижчий освітній рівень, не мають партнера в родині, мають низький достаток або мають 3 чи більше хвороби". Відомо, що Румунія є однією з найбільш релігійних країн Європи, оскільки 84 % населення вважають релігію важливою для них. Автори припускають, що "люди можуть вагатися щодо вакцини, тому що вони вірять, що Бог захистить їх (спокійний релігійний погляд), або тому, що вони бояться як хвороби COVID-19, так і вакцини (кризовий релігійний погляд). Однак автори також кажуть, що необхідні додаткові дослідження, які включатимуть роль довіри до уряду та науки, оскільки ці фактори також тісно корелюють із ваганнями щодо вакцини. Хоча вагання щодо вакцини виявляються сильнішими в Центральній та Східній Європі порівняно з іншими європейськими регіонами, вони присутні та позитивно корелюють з релігійністю в усьому світі, а не лише в проаналізованих регіонах, що виявили інші дослідження.
Частина людей вважають, що рух проти вакцинації ближче до Православної церкви, пов'язуючи людей, які виступають проти вакцин, з божественним натхненням і благодаттю. У листопаді 2021 року повіт Сучава мав найнижчий рівень вакцинації в країні, і керівник головної лікарні повіту повідомив про релігійний вплив проти вакцинації. «Дуже небагато [священиків] є прихильниками вакцинації, і я точно знаю деяких, хто виступає проти вакцинації», — сказав лікар. У деяких випадках «священик або пастор порадив людині не робити щеплення просто так». Один священник під час богослужіння рекомендував парафіянам не робити щеплення, тому що у них виростуть хвости або луска, посилаючись на генетичні зміни, які, на його думку, викликає вакцина. Проте інші священники та духовенство високого рівня активно пропагували вакцинацію. Один із них, єпископ Деви Гурій, навіть помер від COVID-19 у жовтні 2021 року, незважаючи на те, що був щеплений проти нього з початку літа.
9 лютого 2022 року в науковому журналі «Vaccines» з'явилася стаття, яка описує відмову від вакцинації проти COVID-19 у Румунії, оскільки її досліджували в листопаді 2021 року. Аналіз показав, що хоча 81 % респондентів опитування довіряють обов'язковим вакцинаціям за національною схемою і 94,9 % з них роблять щеплення вищезазначеними вакцинами, значна частина з них не довіряє вакцинам проти COVID-19 і показала високий ступінь сприйнятливість до теорій змови. Цей «страх перед вакциною» визначається теоріями змови, відсутністю медичної освіти та страхом новизни. Основні причини, на які посилаються люди, аргументуючи рішення про відмову від вакцинації — це загальна недовіра до вакцин від COVID-19 (16 %), переконання, що ці вакцини є експериментом (12,6 %) і негайний побічний ефект (8,1 %). У сільській місцевості цей відсоток був вищим. Крім того, 7 4 % респондентів не довіряють медичній системі та 34,7 % не довіряють лікарям. Найбільше тривожно, 47 % учасників вважають, що існує світова окультна організація, яка контролює світ і хоче скоротити населення Землі (44,1 %). З цих відсотків випливає, що майже 30 % всього населення Румунії вірять у сценарій змови. Крім того, 49,8 % вважають, що вакцинація не хоче викорінити COVID-19, 40,9 % вважають, що вакцини від COVID-19 призводять до безпліддя або смерті, 38,1 % кажуть, що вакцини були створені для зменшення старіння населення, 34,4 % ставлять під сумнів існування пандемії COVID-19, 33,2 % вважають, що лікарям платять за щеплення вакциною, яка допоможе зменшити населення Землі, а 13 % вірять у теорію змови, згідно з якою вакцини призначені для імплантації мікрочіпа в тіло людини.
Майже половина тих, хто відмовляється від вакцинації, вважають себе свого роду героїчним апостолом людського роду, який бореться за свою чистоту з могутньою, безіменною маніпулятивною окультною організацією, збагаченою продажем вакцин, які призведуть до генетичних модифікацій виду. Відсутність елементарної медичної культури людей та відсутність інформації про державну вакцинальну кампанію призводить до такого сценарію, що створює конспірологічний світ, до якого приєднується все більше людей.
Дослідження також вказує на те, що недовіра, швидше за все, буде спрямована на нові типи вакцин на основі мРНК, та показало, що неохочі люди, які нарешті зробили щеплення, вибрали одну з «класичних» вакцин (Oxford–AstraZeneca або Janssen)